# حوزه انتخابیه ایذه، باغملک، دزپارت و صیدون
حوزهٔ انتخاباتی ایذه و باغملک و دزپارت و صیدون یکی از حوزه‌های استان خوزستان برای انتخابات مجلس شورای اسلامی است. این حوزه به مرکزیت ایذه ۱ نماینده دارد.

## پی‌نوشت و منبع
- «جدول حوزه‌های انتخابیه در انتخابات دوازدهمین دورهٔ مجلس شورای اسلامی» (PDF). مرکز پژوهش و سنجش افکار صدا و سیما. بایگانی‌شده از اصلی (PDF) در ۵ اكتبر ۲۰۱۸. دریافت‌شده در ۲۱ مارس ۲۰۱۶. تاریخ وارد شده در |archive-date= را بررسی کنید (کمک)